# Ивановка (Куркинский район)
Ивановка — деревня в Куркинском районе Тульской области России.
В рамках административно-территориального устройства является центром Ивановской волости Куркинского района, в рамках организации местного самоуправления включается в Михайловское сельское поселение.

## География
Расположена на реке Дон, в 21 км к северо-востоку от райцентра, посёлка городского типа  Куркино, и в 107 км к юго-востоку от областного центра, г. Тулы. 

## Население
| 2002 | 2010 |
| ---- | ---- |
| 476  | ↘369 |